# Забуже (Красноставський повіт)
Забуже (пол. Zaburze) — село в Польщі, у гміні Жулкевка Красноставського повіту Люблінського воєводства.
Населення — 287 осіб (2011).
У 1975-1998 роках село належало до Замойського воєводства.

## Демографія
Демографічна структура станом на 31 березня 2011 року:
|          | Загалом | Допрацездатний вік | Працездатний вік | Постпрацездатний вік |
| -------- | ------- | ------------------ | ---------------- | -------------------- |
| Чоловіки | 139     | 32                 | 89               | 18                   |
| Жінки    | 148     | 25                 | 74               | 49                   |
| Разом    | 287     | 57                 | 163              | 67                   |